# Inglaterra en la Copa Mundial de Fútbol de 1954
Inglaterra fue una de las 16 selecciones participantes en la Copa Mundial de Fútbol de Suiza 1954, la cual es su segunda participación consecutiva.

## Clasificación

### Grupo 3
| Pos. | País              | J | G | E | P | GF | GC | GD | Pts |
| ---- | ----------------- | - | - | - | - | -- | -- | -- | --- |
| 1    | Inglaterra        | 3 | 3 | 0 | 0 | 11 | 4  | +7 | 6   |
| 2    | Escocia           | 3 | 1 | 1 | 1 | 8  | 8  | 0  | 3   |
| 3    | Irlanda del Norte | 3 | 1 | 0 | 2 | 4  | 7  | −3 | 2   |
| 4    | Gales             | 3 | 0 | 1 | 2 | 5  | 9  | −4 | 1   |

| 10-10-1953 | Gales         | 1–4     | Inglaterra                          | Ninian Park, Cardiff, Gales   |                               |
|            | Allchurch 22' | Reporte | Wilshaw 45' 49' · Lofthouse 52' 53' | Árbitro(s): Charles Faultless | Árbitro(s): Charles Faultless |

| 11-11-1953 | Inglaterra                      | 3–1     | Irlanda del Norte | Goodison Park, Liverpool, Inglaterra |                          |
|            | Hassall 10' 60' · Lofthouse 75' | Reporte | McMorran 54'      | Árbitro(s): Robert Smith             | Árbitro(s): Robert Smith |

| 3-4-1954 | Escocia               | 2–4     | Inglaterra                                          | Hampden Park, Glasgow, Escocia |                             |
|          | Brown 7' · Ormond 89' | Reporte | Broadis 13' · Nicholls 50' · Allen 68' · Mullen 83' | Árbitro(s): Thomas Mitchell    | Árbitro(s): Thomas Mitchell |

## Jugadores
Estos fueron los 22 jugadores convocados para el torneo, aunque el viaje solo lo hicieron 17 jugadores:

## Resultados
Inglaterra fue eliminada en los cuartos de final.

### Grupo 4
| País       | J | G | E | P | GF | GC | PTS |
| ---------- | - | - | - | - | -- | -- | --- |
| Inglaterra | 2 | 1 | 1 | 0 | 6  | 4  | 3   |
| Suiza      | 2 | 1 | 0 | 1 | 2  | 3  | 2   |
| Italia     | 2 | 1 | 0 | 1 | 5  | 3  | 2   |
| Bélgica    | 2 | 0 | 1 | 1 | 5  | 8  | 1   |

| 17 de junio de 1954 | Inglaterra                          | 4-4 (t. s.) | Bélgica                                           | St. Jakob Stadium, Basel                                   |                                                            |
|                     | Broadis 26' 63' · Lofthouse 36' 91' | Reporte     | Anoul 5' 71' · Coppens 67' · Dickinson 94' (a.g.) | Asistencia: 14 000 espectadores Árbitro(s): Emil Schmetzer | Asistencia: 14 000 espectadores Árbitro(s): Emil Schmetzer |

| 20 de junio de 1954 | Inglaterra               | 2-0     | Suiza | Wankdorf Stadium, Berna                                  |                                                          |
|                     | Mullen 43' · Wilshaw 69' | Reporte |       | Asistencia: 43 500 espectadores Árbitro(s): Istvan Zsolt | Asistencia: 43 500 espectadores Árbitro(s): Istvan Zsolt |

### Cuartos de final
| 26 de junio de 1954 | Uruguay                                               | 4-2     | Inglaterra                 | St. Jakob Stadium, Basel                                       |                                                                |
|                     | Borges 5' · Varela 39' · Schiaffino 46' · Ambrois 78' | Reporte | Lofthouse 16' · Finney 67' | Asistencia: 28 000 espectadores Árbitro(s): Carl Erich Steiner | Asistencia: 28 000 espectadores Árbitro(s): Carl Erich Steiner |